# ディスコフィーバー
ディスコフィーバー（英語表記:Disco Fever）は、アメリカ合衆国ニューヨーク市サウス・ブロンクス地区に位置していたダンスクラブの名称。1976年から1986年まで運営していた。
1976年にアリー・アバティエロ (Ally Abbatiello) をオーナーに、成人向けのクラブとしてオープンした。その後1977年夏に息子のサル・アバティエロ (Sal Abbatiello) が父親にとってかわりオーナーとなる。サルは若いヒップホップファン達を引き付けるため、著名なヒップホップアーティスト・DJであるグランドマスター・フラッシュを雇ったことで知られる。
名前の由来は映画「サタデー・ナイト・フィーバー」から。サルが母親とテレビを見ていた際、母親がクラブの名称を「ディスコ・フィーバー」にすることを提案し、その翌日名称が決定したという。